# Мерварт, Людмила Александровна
Людми́ла Алекса́ндровна Мерварт (в девичестве Левина; 28 августа [6 сентября] 1888, Санкт-Петербург — 9 сентября 1965, Москва) — русский и советский этнограф и лингвист, основоположница преподавания и изучения индонезийского языка в России.

## Биография
Родилась в семье известного врача Александра Михайловича Левина, выезжавшего в 1897 году на ликвидацию бубонной чумы в Индию. Двоюродная сестра художницы Нины Коган.
В 1910 году окончила Высшие женские (бестужевские) курсы, в 1911 году — Восточный факультет Императорского Санкт-Петербургского университета.
В 1914—1918 вместе с мужем А. М. Мервартом участвовала в организованной Императорской академией наук экспедиции в Индию и на Цейлон.
В 1924 году, вернувшись в Петроград через Британскую Малайю, стала, как и муж, сотрудником Музея антропологии и этнографии, интенсивно занималась изучением малайской и индонезийской культур.
В 1927 году стажировалась по малайскому языку во Франции и Нидерландах.
Арестована в октябре 1930 года и сослана по «академическому делу». Муж, также арестованный и сосланный в лагерь, умер в заключении в 1932 году. Освобождена в 1935 году.
В мае 1936 года ей присуждена степень кандидата обществоведения и кандидата филологических наук (без защиты).
В 1945 году организовала преподавание малайского (индонезийского) языка в Военном институте иностранных языков, а позднее — в Московском институте востоковедения и Московском государственном институте международных отношений (1949—1958).
Работала также в Государственном издательстве иностранных и национальных словарей (1944).
Подготовила большое число специалистов-востоковедов, издала ряд пособий по индонезийскому языку, литературе и письменности. В последние годы жизни занималась преимущественно переводческой деятельностью.
Почётный член Международного института антропологии (Франция), член-корреспондент Королевского института языковедения, страноведения и этнографии (Нидерланды).

## Основные труды
- Мерварт А. М., Мерварт Л. А. В глуши Цейлона: (Путевые заметки участников экспедиции Академии наук в Индию и на Цейлон в 1914-1918 гг.). — 1929.[2]
- Мерварт Л. А. Малайский театр // Восточный театр. — Л., 1929.
- Мерварт Л. А. Образцы малайской литературы. Ч. 1: классическая литература. — М.: МИВ, 1951. (стеклограф)
- Мерварт Л. А. Сказание о Санг Боме: Пер. с малайск. — М., 1973. (Рец.: В.И. Брагинский - "Народы Азии и Африки", 1975. № 5.  С.214–218)
- Мерварт Л. А. Учебник индонезийского языка: 1 курс, уроки 1-11. — М.: МГИМО, 1954-1955. (стеклограф)
- Мерварт Л. А. Учебник малайского языка. — М.: Воен. ин-т иностр. языков, 1947. (стеклограф)
- Мерварт Л. А. Учебное пособие по малайскому языку для 1-го курса: Уроки 1-11. — М.: МИВ, 1950. (стеклограф)
- Неверман Г. Голос буйвола: Малайские (индонезийские) народные песни / Под ред. и предисл. Л. А. Мерварт. — М., 1961.
- Сказание о Сери Раме: Индонезийская Рамаяна / Пер., предисл. и примеч. Л. А. Мерварт. — М., 1961.
- Сказки и легенды Южного Сулавеси / Отв. ред. и предисл. Л. А. Мерварт. — М., 1958.
- Кало Г. Бидасари. Индонезийские сказки / Предисл. и примеч. Л. А. Мерварт. — М., 1967.